# Eriogonum gracillimum
Eriogonum gracillimum är en slideväxtart som beskrevs av S. Wats.. Eriogonum gracillimum ingår i släktet Eriogonum och familjen slideväxter. Inga underarter finns listade i Catalogue of Life.